# Odontopera umbrina
Odontopera umbrina är en fjärilsart som beskrevs av Reginald James West 1929.
Odontopera umbrina ingår i släktet Odontopera och familjen mätare. Inga underarter finns listade i Catalogue of Life.